# 1668 az irodalomban
Az 1668. év az irodalomban.

## Új művek
- Hans Jakob Christoffel von Grimmelshausen: A kalandos Simplicissimus (eredetileg Der abenteuerliche Simplicissimus Teutsch) című pikareszk regénye (bár a borítón az 1669-es évet tüntették fel).
- John Dryden dialógus formájában írt esszéje a drámaköltészetről: Essay of Dramatick Poesie.

### Dráma
- november – Jean Racine drámája: Les Plaideurs (A pereskedők) (bemutató).
- Az év folyamán Molière társulatával három új vígjátékot mutat be: A fösvény (L'Avare), Amphitryon (Amphitryon), Dandin György, avagy a megcsalt férj (Georges Dandin ou le Mari confondu).
- Ismeretlen magyar szerző komédiája: Comoedia Erdély siralmas állapotjáról.[1]

## Születések
- május 8. – Alain René Lesage francia író, drámaíró († 1747)
- június 23. – Giambattista Vico olasz történész, jogtudós, társadalomfilozófus († 1744)

## Halálozások
- április 7. – William Davenant angol költő, drámaíró és színházi vállalkozó (* 1606)